# Хенкелов плоскоопашат гекон
Хенкеловите плоскоопашати гекони (Uroplatus henkeli) са вид дребни влечуги от семейство Геконови (Gekkonidae).
Разпространени са в горите в няколко обособени области в северозападен Мадагаскар. Достигат 28 сантиметра дължина на тялото с опашката. Прекарват по-голямата част от живота си по дърветата, като се хранят главно с насекоми, по-рядко с коремоноги.